# パレ・デ・フェスティバル・エ・デ・コングレ
パレ・デ・フェスティバル・エ・デ・コングレ（Palais des Festivals et des Congrès）はフランスのカンヌに位置する会議場。カンヌ国際映画祭のメイン会場としても有名。

## 概要
1946年に完成。老朽化のため1982年12月に新しい建築物が完成した。毎年カンヌ映画祭だけでなくカンヌ国際広告祭、MIPTV、NRJミュージック・アワード、国際ゲーム・フェスティバルなどが開催されている。1959年と1961年にはユーロビジョン・ソング・コンテストが、2011年にはG20サミットの会場として使用された。

## 周辺
- JWマリオット・カンヌ